# In the Closet
"In the Closet" je pjesma američkog rock, R&B i pop pjevača Michaela Jacksona s njegovog albuma Dangerous iz 1991. godine. Pjesma je drugi R&B hit broj jedan s albuma i treći pop singl koji je završio između prvih 10 mjesta na Billboard top ljestvici, točnije 6. mjesto na ljestvici Billboard Hot 100.

## Pjesma
Pjesma, koju su napisali Jackson i Teddy Riley, je o održavanju tajne veze između ljubavnika. "In the closet" je engleski izraz koji se koristi kad jedno nije otvoreno o jednom aspektu svog života, najčešće o na seksualnoj orijentaciji. Usprkos kontroverznom imenu pjesme, njen tekst ne aludira na skrivenu seksualnu orijentaciju ali prilično prikriva neku vezu; "Nemoj sakriti našu ljubav/ Žena muškarcu." U novinama  New York Times: "Samo Jackson može koristiti taj naslov za heteroseksualnu ljubavnu pjesmu..." Rolling Stone opisao je pjesmu kao škakljivo nazvanu ali isključivo heteroseksualnu. Glazbeni spot singla, kojeg je režirao Herb Ritts, sadrži scene Jacksonovog izvođenja senzualnih i fizičkih zamršenih plesnih tehnika sa supermodelom Naomi Campbell. Ženski vokali pjesme su originalno pripisani Misterioznoj djevojci, ali kasnije se otkrilo da ih je izvela Princeza Stéphanie od Monaca. Campbell ne pjeva pjesmu, nego samo nečujno, pokretima usana, izvodi tekst pjesme za glazbeni spot.
Pjesma je u tipičnom new jack swing stilu producenta Teddyja Rileya. Jacksonovi vokali su blagi, u šapatu, u većini dijelova pjesme, ukrašeni dahtanjem i drhtanjem. Pjesma je proglašena jednom od njegovih najprovokativnijih singlova. U Južnoafričkoj Republici spot za ovu pjesmu je zabranjen.
Pjesmu Jackson nije izveo na svojoj Dangerous World Tour turneji, ali kratka verzija, s elementima pjesme "She Drives Me Wild," bila je treća pjesma u jednom isječku, zajedno s pjesmama "Scream" i "They Don't Care About Us" tokom turneje HIStory World Tour. Dijelovi koje pjeva Princeza Stéphanie su zamijenjeni s Jacksonovim glasom uživo, s tim da je u tom dijelu njegov glas zvuči mnogo glasnije nego što je u snimci.

### Suradnja s Madonnom
"In the Closet" je u stvari zamišljena kao duet Jacksona i Madonne. U intervjuu 1992. godine s britanskim novinarom Jonathanom Rossom Madonna je rekla da je imala ideje za neke dijelove teksta pjesme, ali kad ih je predstavila Michaelu, rekao je da su preprovokativne i ona je odlučila da neće nastaviti s projektom.

### Remiksi
Kao što je bio trend ranih 90-ih, Jackson je je na maxi CD-u izdao nekoliko remiksa pjesme. Najuspješniji remiks od tih je "The Promise" remiks od američkog DJ-a Frankie Knuckles koji ga je napravio u klubu.

## Popisi verzija

### Originalno izdanje

#### Ujedinjeno Kraljevstvo
1. "In the Closet" (7" edit) – 4:49
2. "In the Closet" (Club Mix) – 7:53
3. "In the Closet" (The Underground Mix) – 5:32
4. "In the Closet" (Touch Me Dub) – 7:53
5. "In the Closet" (KI's 12") – 6:55
6. "In the Closet" (The Promise) – 7:18

#### SAD
1. "In the Closet" (Club Edit) – 4:07
2. "In the Closet" (The Underground Mix) – 5:34
3. "In the Closet" (The Promise) – 7:20
4. "In the Closet" (The Vow) – 4:49
5. "Remember the Time" (New Jack Jazz [21]) – 5:06

### Visionarysingl
CD side
1. "In the Closet" (7" edit)
2. "In the Closet" (Club Mix)

DVD side
1. "In the Closet" (Glazbeni spot)

## Službene verzije
- Albumska verzija – 6:31
- 7" Edit – 4:47
- Radio Edit – 4:29
- Video Mix – 6:05

### Tommy Musto miksevi
- The Underground Mix - 5:39
- The Underground Dub - 6:27

### Frankie Knuckles miksevi
- The Mission - 9:27
- The Mission Radio Edit - 4:28
- The Mix of Life - 7:41
- The Vow - 4:53
- The Promise - 7:26
- The Reprise - 2:44

### Ostali miksevi
- Club Mix – 8:05
- Club Edit
- Touch Me Dub
- KI's 12" - 7:16
- Freestyle Mix - 6:34
- The Newark Mix - 7:07

## Top ljestvice
| Top ljestvica(1992)                            | Najviša pozicija |
| ---------------------------------------------- | ---------------- |
| SAD Billboard Hot 100                          | 6                |
| SAD Billboard Hot Dance Music/Club Play        | 1                |
| SAD Billboard Hot R&B/Hip-Hop Singles & Tracks | 1                |
| Australija                                     | 5                |
| Austrija                                       | 23               |
| Belgija                                        | 14               |
| Nizozemska                                     | 9                |
| Francuska                                      | 9                |
| Njemačka                                       | 15               |
| Italija                                        | 9                |
| Norveška                                       | 10               |
| Švedska                                        | 29               |
| Švicarska                                      | 25               |
| Ujedinjeno Kraljevstvo                         | 8                |

## Impresum
- Napisali i skladali: Michael Jackson i Teddy Riley
- Producirali: Teddy Riley i Michael Jackson
- Snimanje i montaža: Bruce Swedien, Teddy Riley, Jean-Marie Horvat i Dave Way
- Duet: Michael Jackson i Mystery Girl
- Solo i pozadinski vokali: Michael Jackson
- Aranžman ritma: Teddy Riley
- Aranžman sintsajzera: Teddy Riley
- Aranžman vokala: Michael Jackson
- Klavijatura i sintsajzer: Teddy Riley
- Programiranje: Wayne Cobham